# تدی خرسه (فیلم ۱۹۹۶)
«تدی خرسه» (فرانسوی: L'ours en peluche‎) فیلمی در ژانر درام به کارگردانی ژاک دوره است. از بازیگران آن می‌توان به آلن دلون، فرانکو اینترلنگی، مادلن رابینسون، پائولو بوناچلی، و رجینا بیانکی اشاره کرد.